# Łuże
Łuże – osada leśna w Polsce położona w województwie podkarpackim, w powiecie mieleckim, w gminie Mielec.